# Curtiss XO-30
El Curtiss XO-30 fue un proyectado avión de observación estadounidense de los años 20 del siglo xx, diseñado por la Curtiss Aeroplane and Motor Company para el Cuerpo Aéreo del Ejército de los Estados Unidos; se canceló un prototipo y no fue construido.

## Diseño y desarrollo
Un prototipo monoplano de observación fue ordenado por el Cuerpo Aéreo del Ejército de los Estados Unidos y designado XO-30 con el número de serie 29-451. El XO-30 debía tener dos motores Curtiss V-1570-9 de 447 kW (600 hp) y tres tripulantes. El programa fue cancelado y el prototipo no fue construido.

## Especificaciones (XO-30)

### Características generales
- Tripulación: Tres
- Planta motriz: 2× motor lineal V-12 refrigerado por líquido Curtiss V-1570-9.
  - Potencia: 447 kW (616 HP; 608 CV) cada uno.

## Aeronaves relacionadas

### Secuencias de designación
- Secuencia O-_ (Aviones de Observación del USAAC/USAAF, 1924-1942): ← O-27 - O-28 - O-29 - O-30 - O-31 - O-32 - O-33 →